# Station Marchienne-Est
Station Marchienne-Est was een spoorwegstation langs spoorlijn 119A, spoorlijn 124 en spoorlijn 124A in de deelgemeente Marchienne-au-Pont, van de Belgische stad Charleroi.

## Reizigerstellingen
De grafiek en tabel geven het gemiddeld aantal instappende reizigers weer op een week-, zater- en zondag.
| Tabel: aantal instappende reizigers station Marchienne-Est | Tabel: aantal instappende reizigers station Marchienne-Est | Tabel: aantal instappende reizigers station Marchienne-Est | Tabel: aantal instappende reizigers station Marchienne-Est |
|                                                            | Weekdag                                                    | Zaterdag                                                   | Zondag                                                     |
| ---------------------------------------------------------- | ---------------------------------------------------------- | ---------------------------------------------------------- | ---------------------------------------------------------- |
| 1977                                                       | 288                                                        | 54                                                         | 31                                                         |
| 1978                                                       | 245                                                        | 41                                                         | 27                                                         |
| 1979                                                       | 342                                                        | 100                                                        | 58                                                         |
| 1980                                                       | 201                                                        | 26                                                         | 5                                                          |
| 1981                                                       | 225                                                        | 30                                                         | 14                                                         |
| 1982                                                       | 184                                                        | 25                                                         | 6                                                          |
| 1983                                                       | 141                                                        | 38                                                         | 24                                                         |
| 1984                                                       | 79                                                         | 16                                                         | 4                                                          |
| 1985                                                       | 116                                                        | 14                                                         | 6                                                          |
| 1986                                                       | 68                                                         | 13                                                         | 6                                                          |
| 1987                                                       | 69                                                         | 25                                                         | 14                                                         |
| 1988                                                       | 59                                                         | 6                                                          | 3                                                          |
| 1989                                                       | 53                                                         | 10                                                         | 4                                                          |
| 1990                                                       | 27                                                         | 8                                                          | 8                                                          |
| 1991                                                       | 18                                                         | 7                                                          | 5                                                          |
| 1992                                                       | 37                                                         | 13                                                         | 5                                                          |

Charleroi-Central · 
Charleroi-Nord · 
Charleroi-Ouest · 
Charleroi-Sud-Quai · 
Charleroi-Ville-Haute · 
Couillet · 
 Couillet-Montignies · 
Dampremy · 
Gosselies · 
Goutroux · 
Jumet-Brûlotte · 
La Planche ·
La Villette ·
Lodelinsart · 
Lodelinsart-Ouest · 
Marchienne-au-Pont · 
Marchienne-Est · 
Marchienne-Zône · 
Marcinelle · 
Marcinelle-Haies · 
Monceau · 
Monceau-Usines · 
Montignies-Formation · 
Montignies-Neuville · 
Montignies-sur-Sambre · 
Mont-sur-Marchienne · 
Ransart · 
Roux
0,0: Jumet-Brûlotte ·
0,5: Chemin-Puissant ·
2,0: Lodelinsart-Ouest ·
2,7: Bougnou ·
3,2: Docherie-Bierraux ·
4,8: Marchienne-Est
0,0: Brussel-Zuid ·
2,1: Vorst-Oost ·
4,0: Ukkel-Stalle ·
5,6: Ukkel-Kalevoet ·
7,8: Linkebeek ·
9,1: Holleken ·
11,4: Sint-Genesius-Rode ·
12,6: De Hoek ·
15,5: Waterloo ·
18,8: Eigenbrakel ·
23,4: Lillois ·
28,1: Baulers ·
29,3: Nijvel ·
33,6: Bois-de-Nivelles ·
37,0: Obaix-Buzet ·
40,9: Luttre ·
43,4: La Chaussée ·
46,5: Courcelles-Motte ·
48,7: Roux ·
49,5: Monceau ·
52,9: Marchienne-au-Pont ·
53,7: Marchienne-Oost ·
55,9: Charleroi-Centraal